# Manliherica M1886
Manliherica M.86 ali Mannlicher M1886 je prva puška repetirka vrste Mannlicher v redni oborožitvi avstro-ogrske vojske. Kaliber 11 mm (črni smodnik), 5-strelni škatlasti nabojnik (polnenje z okvirjem), premovlečni zaklep z blokiranjem spodaj. Nadomestila jo je podobna manliherica M.88, ki je bila kalibra 8 mm. 
Med letoma 1888 in 1892 je bilo okoli 95% pušk predelanih za uporabo naboja 8x50 R Mannlicher pod imenom M86/90, zato so danes puške v prvotnem stanju oz. kalibru redke.

## Razvoj
Puške enostrelke so postale zelo zaostale po uvedbi prve evropske repetirke Vetterli M1869 švicarskega izvora, ki je imela 12-strelni nabojnik. Tako je lahko vojak napolnil 12 nabojev in jih le z repetiranjem, brez dodatnega polnenja hitro zaporedoma izstrelil. S tem se je strelna moč vsakega vojaka izjemno povečala. V 80. letih 19. stoletja je tudi v Avstro-Ogrski začelo postajati jasno, da je enostrelna puška Werndl postala zastarela. Avstro-ogrska vojska se je tega zavedala in je kmalu pričela prve poskuse. 
Na teh poskusih se je posebej izkazala Manliherica M.85 s premovlečnim zaklepom, izum Ferdinanda Mannlicherja. Uporabljala je standardne naboje 11x58 R Werndl M.77, njena posebnost pa je bila uporaba 5-strelnega kovinskega okvirčka (paketka), ki se je v nabojnik vstavil skupaj z naboji. Ob izstrelitvi zadnjega naboja iz je okvirček iz nabojnika izskočil sam (kot pri kasnejši ameriški M1 Garand). V primerjavi s polnjenjem vsakega naboja posebej je paketno polnjenje zahtevalo znatno manj časa. Vojska je naročila izdelavo 5500 teh pušk za temeljito vojaško preizkušnjo. Do oktobra 1885 so v Steyrju izdelali 5000 pušk in jih razdelili izbranim enotam Avstro-ogrske vojske. Obsežna strelska in terenska vadba je potrdila, da je ta puška ustrezna za uporabo, to je odprlo možnost uvedbe orožja v redno oborožitev. 
12. januarja 1887 je cesar Franc Jožef I. dovolil uvedbo manliherice pod imenom Repetier-Gewehr M1886 (repetirna puška M1886). Skupno je bilo izdelanih okoli 100.000 kosov. Ta različica se je od prejšnje (M1885) razlikovala predvsem po shrambi za strelivo, merkih in strelivu, ki ga je uporabljala.
Shramba za strelivo se je razlikovala po tem, da je ob polnitvi zadnjega (petega) naboja okvirček prosto padel na tla skozi odprtino na dnu shrambe za strelivo.
Zadnji merek se je iz ravnega tipa spremenili v izbočenega polkrožnega. Puška je imela poleg navadnih merkov tudi posebne stranske, ki so bili namenjeni streljanju salv (več pušk naenkrat). Ta taktika streljanja je predvidevala, da je pri večjem številu krogel na oddaljeno tarčo večja možnost, da ena od njih zadane tarčo. Navadni merki so bili nastavljivi za razdalje 300-1500 korakov, stranski pa 1600-2300 korakov.
Naboj je ostal enakih dimenzij kot M.77, dobil pa je tršo kroglo, močnejšo polnitev stisnjenega črnega smodnika in novo ime; M.86.

## Uporabniki

### 11×58 R
- Avstro-Ogrska
- Čile[4]

### 8×50 R
- Avstro-Ogrska
- Češkoslovaška: Leta 1939 je imela na razpolago 6.751 pušk M.86/90.[5]